# Dixeia spilleri
Dixeia spilleri is een vlindersoort uit de familie van de Pieridae (witjes), onderfamilie Pierinae.
Dixeia spilleri werd in 1884 beschreven door Spiller.